# L'arte di ben cucinare
L'arte di ben cucinare ed instruire i meno periti in questa lodevole professione: dove anche s'insegna a far pasticci, sapori, salse, gelatine, torte, ed altro è un libro scritto da Bartolomeo Stefani, cuoco bolognese.
Bartolomeo Stefani, in servizio nel 1662 come capocuoco presso i Gonzaga duchi di Mantova, pubblicò a Mantova L'Arte di Ben Cucinare, volume di cucina dedicato al mecenate Ottavio I Gonzaga principe di Vescovato.
Il cuoco è stato il primo ad offrire una sezione dedicata vitto ordinario ("cibo ordinario"). Il libro descrive uno dei tre banchetti offerti dal duca Carlo per la regina Cristina di Svezia alla vigilia di Natale del 1655, con il dettaglio delle impostazioni di cibo e tavola per ogni ospite, tra cui un coltello, forchetta, cucchiaio, bicchiere, un piatto (al posto delle ciotole più usati) e un tovagliolo.

## Edizioni
- Bartolomeo Stefani, L'arte di ben cucinare et instruire i men periti in questa lodeuole professione. Doue anco s'insegna à far pasticci, sapori, salse, gelatine, torte & altro. All'illustrissimo Signor Marchese Ottavio Gonzaga, Principe del Sacro Romano Impero, dei Marchesi di Mantova e Signore di Vescovato, &c., Mantova, 1662.
- Bartolomeo Stefani, L'arte di ben cucinare et instruire i men periti in questa lodeuole professione. Doue anco s'insegna à far pasticci, sapori, salse, gelatine, torte & altro, Milano, 1671, SBN UM1E013146.
- Bartolomeo Stefani, L'arte di ben cucinare et instruire i men periti in questa lodeuole professione. Doue anco s'insegna à far pasticci, sapori, salse, gelatine, torte & altro, Bologna, 1672, SBN BVEE033351.
- Bartolomeo Stefani, L'arte di ben cucinare et instruire i men periti in questa lodeuole professione. Doue anco s'insegna à far pasticci, sapori, salse, gelatine, torte & altro, Bologna, 1675, SBN UBOE129371.
- Bartolomeo Stefani, L'arte di ben cucinare et instruire i men periti in questa lodeuole professione. Doue anco s'insegna à far pasticci, sapori, salse, gelatine, torte & altro, Mantova, 1685, SBN UBOE129371.
- Bartolomeo Stefani, L'arte di ben cucinare et instruire i men periti in questa lodeuole professione. Doue anco s'insegna à far pasticci, sapori, salse, gelatine, torte & altro, Bologna, 1687, SBN PBEE015637.
- Bartolomeo Stefani, L'arte di ben cucinare, Sala Bolognese, 2007, SBN RAV2110182.